# Юшково (Нюксенский район)
Юшково — деревня в Нюксенском районе Вологодской области.
Входит в состав Городищенского сельского поселения, с точки зрения административно-территориального деления — в Городищенский сельсовет.
Расстояние по автодороге до районного центра Нюксеницы — 45 км, до центра муниципального образования Городищны — 5 км. Ближайшие населённые пункты — Ляменская, Слободка, Микшино, Ананьевская, Великий Двор.
По переписи 2002 года население — 96 человек (51 мужчина, 45 женщин). Всё население — русские.